# Kościół św. Wojciecha we Włocławku
Kościół św. Wojciecha – drewniany kościół we Włocławku pod wezwaniem św. Wojciecha, rozebrany w 1881 roku.

## Historia
Kościół został zbudowany ok. 1639 roku. Podobnie jak kościół Wszystkich Świętych z klasztorem Franciszkanów był ufundowany przez Wojciecha i Dorotę Romatowskich.
W 1778 roku wojska rosyjskie rozważały kościół św. Wojciecha jako jedno z miejsc, w którym mogli zbudować we Włocławku cerkiew prawosławną. Plany te nie zostały zrealizowany, ponieważ wojska rosyjskie opuściły miasto.
W 1818 roku gmina ewangelicka wystąpiła do władz Królestwa Kongresowego o zgodę na sprawowanie nabożeństw w kościele św. Wojciecha. Komisja Rządowa Wyznania i Oświecenia Publicznego wydała zgodę 24 czerwca 1820 roku. Ówczesny biskup kujawsko-kaliski Andrzej Wołłowicz również wyraził zgodę i w dniach 17–18 marca 1821 roku zgodził się nieodpłatnie wydzierżawić kościół gminie ewangelickiej. Pierwsze nabożeństwo luterańskie zostało tu odprawione 31 maja 1821 roku przez pastora Georga Ortmanna.
Ponieważ gmina ewangelicka planowała budowę nowej świątyni, od tego momentu drewniany kościół zaczął popadać w ruinę.
Od 1829 roku w kościele mieściła się nowo powstała parafia ewangelicka we Włocławku.
Kościół św. Wojciecha został rozebrany w 1881 roku, by w jego miejscu postawić murowany kościół ewangelicko-augsburski.

## Architektura
Zdzisław Arentowicz w swojej pracy pt. Z Dawnego Włocławka, powołując się na broszurę pt. Die Feier der Grundsteinlegung und Eiweihung der neuen Ewangel. Augsb. Kirche in Włocławek autorstwa pastora Rudolfa Zirkwitza z 1882 roku, podaje wymiary kościoła na 16,5 łokcia długości i 14 łokci szerokości, czyli ok. 10 x 8,5 m. Kościół posiadał też dobudowane w późniejszym okresie prezbiterium o wymiarach 13 x 6 łokci, czyli ok. 8 x 4 m. Kościół był zbudowany z drewna, zorientowany ołtarzem ku wschodowi. Mógł pomieścić ok. 200 osób.

## Otoczenie
W jego okolicy stał dom stanowiący prebendę kościoła, także już nieistniejący. Dom ten został zakupiony przez fundatorów kościoła państwa Romatowskich wraz z fundacją samej świątyni w XVII wieku. Wokół kościoła od ok. 1600 roku funkcjonował cmentarz, od 1821 roku jako cmentarz ewangelicki, który został zlikwidowany w latach 40. XIX wieku.